# 大成町 (越谷市)
大成町（たいせいちょう）は、埼玉県越谷市の町名。現行行政地名は大成町一丁目から二丁目と六丁目から八丁目。住居表示未実施地区。郵便番号は343-0825。

## 地理
埼玉県の東部地域で、越谷市南西部の沖積平野（中川低地）に位置する。大成町三丁目〜五丁目は存在しない。また、大成町六丁目や七丁目は2014年（平成26年）に成立したレイクタウンに一部編入されている。

### 河川
- 元荒川
- 大成川

## 歴史
- 1970年（昭和45年） - 大字西方、大字東方、大字見田方、大字南百、大字伊原、大字上谷、大字麦塚の各一部から大成町一丁目〜五丁目が成立[6][7]。
- 1971年（昭和46年）9月1日 - 大字見田方の一部から大成町六丁目〜八丁目が成立[6][7]。
- 1983年（昭和58年）3月16日 - 大成町四丁目が流通団地の一部となり消滅[8]。
- 2008年（平成20年）3月15日 - 地内を通るJR武蔵野線に越谷レイクタウン駅が、大成町五丁目382番地-1の場所に開業する。
- 2014年（平成26年）
  - 10月19日 - 地区の一部に大相模調節池が造成され、竣工する。
  - 11月15日 - 越谷レイクタウン特定土地区画整理事業の完了に伴い、大成町三丁目、大成町五丁目、および大成町六丁目の一部、大成町七丁目の一部がレイクタウンとなる[5]。これにより大成町三丁目および大成町五丁目は消滅する。また、これにより越谷レイクタウン駅をはじめ、大相模調節池や見田方遺跡公園などの所在地がレイクタウンとなり、立地地区から外れる。

## 世帯数と人口
2018年（平成30年）3月1日現在の世帯数と人口は以下の通りである。
| 丁目         | 世帯数    | 人口    |
| ------------ | --------- | ------- |
| 大成町一丁目 | 612世帯   | 1,342人 |
| 大成町二丁目 | 471世帯   | 1,174人 |
| 大成町六丁目 | 391世帯   | 867人   |
| 大成町七丁目 | 243世帯   | 608人   |
| 大成町八丁目 | 237世帯   | 592人   |
| 計           | 1,954世帯 | 4,583人 |

## 小・中学校の学区
市立小・中学校に通う場合、学区（校区）は以下の通りとなる。
| 丁目         | 番地 | 小学校               | 中学校               |
| ------------ | ---- | -------------------- | -------------------- |
| 大成町一丁目 | 全域 | 越谷市立大相模小学校 | 越谷市立大相模中学校 |
| 大成町二丁目 | 全域 | 越谷市立大相模小学校 | 越谷市立大相模中学校 |
| 大成町六丁目 | 全域 | 越谷市立大相模小学校 | 越谷市立大相模中学校 |
| 大成町七丁目 | 全域 | 越谷市立大相模小学校 | 越谷市立大相模中学校 |
| 大成町八丁目 | 全域 | 越谷市立大相模小学校 | 越谷市立大相模中学校 |

## 交通

### 鉄道
地内に鉄道は敷設されていない。最寄り駅は越谷レイクタウン駅となっている。

### 道路
- 国道4号東埼玉道路 - 元荒川に大成橋が架かる
- 埼玉県道・千葉県道52号越谷流山線
- 埼玉県道・東京都道102号平方東京線 - 越谷流山線と重複する。
- 大相模不動尊通り[10]
- 遺跡公園通り - 路線廃止[10]
- 元荒川緑道

## 寺社・史跡
地内に中小の墓地が随所にある。
- 観音寺
- 浄音寺
- 久伊豆神社
- 八坂神社
- 池内弁財天
  - おいてけ堀
- 正一位南稲荷大明神
- 戸隠神社 - 九頭竜神社とも[11]
- 東方西口遺跡
- 大相模氏館跡

## 施設
- 越谷市立大相模小学校
- あやの幼稚園
- 越谷市立大相模保育所 - 二丁目2158（久伊豆神社の西側）に所在していたが[11]、現在地に移転した。
- 飯島自治会館 - 飯島東福会館とも[11]
- 冨士見自治会館
- 辻自治会館
- 高畑自治会集会所
- 栄自治会館
- 後方自治会館 - 八坂神社の参道の途中に立地する。
- 南馬場自治会館
- 幸町自治会館
- 東和自治会館
- みどり自治会館
- 西口字自治会館
- 大相模安全安心ステーション - 旧越谷警察署大相模交番
- JA越谷市 東支店
- ラベンダー公園
- 辻公園
- 大成川排水機場 ポンプ場
- 元荒川水管橋